# Гэзмен, Дэвид
Дэвид Гэзмен (англ. David Gasman) — американский актёр, режиссёр и переводчик. Большая часть его работ — озвучивание в известных мультфильмах и компьютерных играх, в частности, его голосом говорят Твинсен из Little Big Adventure, Рэйман из одноимённой серии игр, Лукас Кейн из Fahrenheit и т. д. Также имеет незначительные роли в фильмах.

## Биография
Дэвид Гэзмен родился в Сиэтле, штат Вашингтон; сейчас живёт в Париже, несмотря на американское гражданство. Он получил степень бакалавра изобразительных искусств в программе профессиональной подготовки актёров Корнишском Колледже Искусств (англ. Cornish College of the Arts). Позднее он учился у польского режиссёра Ежи Гротовского и единственный ставил Шекспировские пьесы во всей западной части Соединённых Штатов. Гэзмен сыграл роли в более чем пятидесяти театральных постановках, также он активно сотрудничает в качестве актёра и режиссёра озвучивания в мультфильмах, играх, рекламных роликах и документальных фильмах (в текущий момент озвучил более чем 2000 эпизодов мультфильмов). Дэвид также появлялся в небольших ролях в нескольких фильмах и телепередачах

## Фильмография

### Фильмы[1]
- 1995: Джефферсон в Париже — аристократ
- 2002: Идентификация Борна
- 2004: Бессмертные: Война миров — клиент бара
- 2005: Le Pouvoir inconnu — человек в чёрном
- 2006: Djihad!
- 2008: Showdown of the Godz — Джесс
- 2008: Вавилон Н.Э. — археолог
- 2008: Ларго Винч: Начало — Александр Мейер
- 2009: South — Майлз (озвучивание)
- 2010: Из Парижа с любовью — немецкий турист

### Мультфильмы
- 1994: Насекомусы — Флинн
- 2003: Код Лиоко — Джим Моралес, Герб Пихон, Уильям Данбар
- 2009: Артур и месть Урдалака — король

### Компьютерные игры[1]
- 2013: Beyond Two Souls — Полицейский подобравший Джоди на улице.
- 2010: Heavy Rain — Пако Мендес, Хассан, Джексон Нэвилль, клоун в торговом центре, могилокопатель
- 2009: Rabbids Go Home — Лудзи
- 2008: Rayman Raving Rabbids TV Party — Рэйман
- 2006: Test Drive Unlimited — различные голоса
- 2005: Fahrenheit — Лукас Кейн, Тайлер Майлз, юный Лукас Кейн, капитан полиции, сумасшедший немец (по радио), голос правительского предупреждения, евангелист (по радио)
- 2004: Syberia 2 — разные голоса
- 2003: XIII — Виллиард, мужские персонажи, члены заговора
- 2003: Beyond Good & Evil — Пей’дж, Аш-Два
- 2003: Rayman 3: Hoodlum Havoc — Рэйман
- 2002: Platoon — Джордж Уайтмор
- 2002: Rayman Rush — Рэйман
- 2001: Rayman M — Рэйман
- 2001: Alone in the Dark: The New Nightmare — Эдвард Кэрнби
- 2001: Dracula 2: The Last Sanctuary — Джонатан Харкер
- 2000: Dracula: Resurrection — Джонатан Харкер
- 1999: Tonic Trouble — Эд (протагонист)
- 1999: Rayman 2: The Great Escape — Рэйман, Полокус (английская версия)
- 1999: Outcast — Каттер Слэйд
- 1999: Omikron: The Nomad Soul — протагонист
- 1997: Dark Earth — протагонист

### Переводы
- 1999: Перевод игры Rayman 2 на английский язык и последующая американская адаптация[2].